# Kazuto Ishido
Kazuto Ishido (石堂 和人 Ishido Kazuto?), född 1 april 1982 i Saitama prefektur, är en japansk fotbollsspelare.
Ishido började sin karriär 2005 i AC Nagano Parceiro. Efter AC Nagano Parceiro spelade han för Matsumoto Yamaga FC, FC Machida Zelvia och Fukushima United FC.